# Кыллах (приток Бёрёлёха)
Кы́ллах (также Кыыллаах, в верхнем течении Тит) — река в Аллаиховском улусе Якутии, правый приток Бёрёлёха (бассейн Индигирки). Длина реки — 241 км. Площадь водосборного бассейна — 1680 км².
Река берёт начало под названием Тит на юге Яно-Индигирской низменности, к северу от Полоусного кряжа и верховий реки Аллаиха, на высоте более 100 м над уровнем моря. После впадения Сасыла меняет название на Кыллах. Течёт преимущественно на север, активно меандрируя и петляя по озёрной болотистой тундре. Из многих озёр принимает сток. Перед впадением в Бёрёлёх поворачивает на запад. Берега в низовьях обрывистые. Впадает в Бёрёлёх справа, на отметке менее 8 м над уровнем моря, в 506 км от его устья. Ширина перед устьем — 25 м при глубине 2 м; скорость течения в низовьях составляет 0,3 м/с. Населённые пункты на реке отсутствуют.

## Основные притоки
Указаны поименованные притоки длиной 20 км и более.
| Название   | Расстояние от устья | Длина | Положение |
| ---------- | ------------------- | ----- | --------- |
| Тарас-Сяне | 74                  | 35    | левый     |
| Сасыл      | 204                 | 24    | левый     |

## Данные водного реестра
По данным государственного водного реестра России и геоинформационной системы водохозяйственного районирования территории РФ, подготовленной Федеральным агентством водных ресурсов:
- Бассейновый округ — Ленский
- Речной бассейн — Индигирка
- Речной подбассейн — нет
- Водохозяйственный участок — Индигирка от водомерного поста Белая Гора до устья
- Код водного объекта — 18050000412117700069143